# Таль (Минская область)

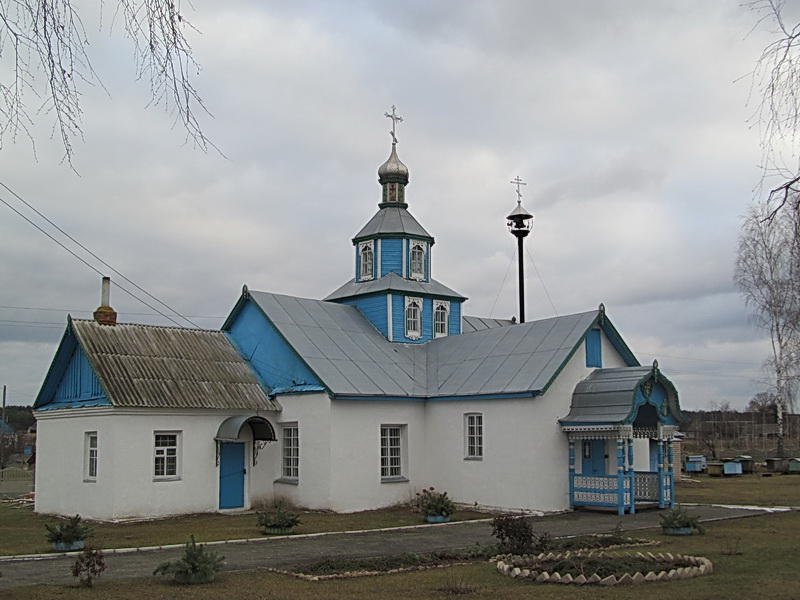
Троицкая церковь

Таль (бел. Таль) — агрогородок в Любанском районе Минской области Беларуси. Административный центр Тальского сельсовета. Население 1065 человек (2009).

## География
Таль находится в 7 км к северо-западу от райцентра, города Любань. Восточнее посёлка протекает река Талица, приток Орессы и находятся рыбоводческие пруды на Любанском водохранилище. Через посёлок проходит автодорога Любань — Уречье.

## Инфраструктура
В деревне расположены средняя школа, Дом культуры, библиотека, амбулатория, аптека, комбинат бытового обслуживания, отделение связи, Троицкая церковь (построена в 1992 году).

## Культура
- Дом культуры
- Музей ГУО "Тальская средняя школа имени И. А. Муравейко"

## Достопримечательность
- Памятник погибшим землякам
- Троицкая церковь (1992)

## Известные уроженцы
- Верёвкин, Александр Семёнович (р. 1927) — деятель советских войск спецназначения, генерал-майор, кавалер ордена «За службу Родине в Вооруженных Силах СССР» 3-х степеней.
- Коротченя, Иван Михайлович — белорусский политический деятель, наиболее известен как 1-й Исполнительный секретарь СНГ (в 1993—1998 гг.)
- Муравейко, Иван Андреевич — белорусский поэт.